# Seuzey
Seuzey est une commune française située dans le département de la Meuse, en région Grand Est.

## Géographie
La commune fait partie du parc naturel régional de Lorraine.
| Vaux-lès-Palameix | Dompierre-aux-Bois | Dompierre-aux-Bois |
| Lacroix-sur-Meuse | Seuzey             | Dompierre-aux-Bois |
| Lacroix-sur-Meuse | Lamorville         | Lamorville         |

### Hydrographie
La commune est dans le bassin versant de la Meuse au sein du bassin Rhin-Meuse. Elle est drainée par le ruisseau des Ormes et le ruisseau Remivau,.

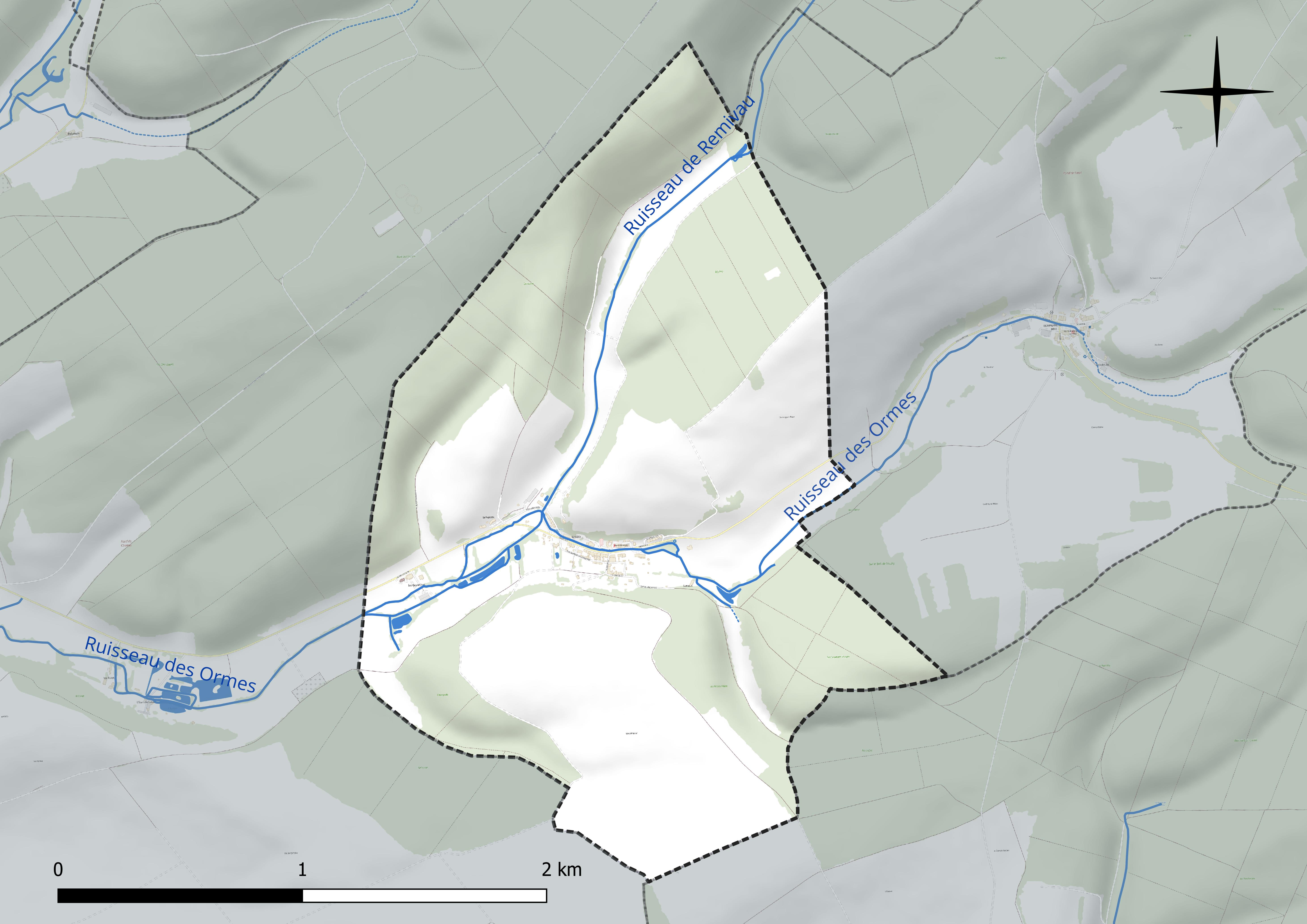
Réseau hydrographique de Seuzey.

### Climat
Pour des articles plus généraux, voir Climat du Grand Est et Climat de la Meuse.
En 2010, le climat de la commune est de type climat de montagne, selon une étude du Centre national de la recherche scientifique s'appuyant sur une série de données couvrant la période 1971-2000. En 2020, Météo-France publie une typologie des climats de la France métropolitaine dans laquelle la commune est exposée à un climat océanique altéré et est dans la région climatique  Lorraine, plateau de Langres, Morvan, caractérisée par un hiver rude (1,5 °C), des vents modérés et des brouillards fréquents en automne et hiver. 
Pour la période 1971-2000, la température annuelle moyenne est de 9,5 °C, avec une amplitude thermique annuelle de 15,9 °C. Le cumul annuel moyen de précipitations est de 1 007 mm, avec 13,8 jours de précipitations en janvier et 9,9 jours en juillet. Pour la période 1991-2020, la température moyenne annuelle observée sur la station météorologique de Météo-France la plus proche, « Bonzée_sapc », sur la commune de Bonzée à 13 km à vol d'oiseau, est de 10,6 °C et le cumul annuel moyen de précipitations est de 783,7 mm. 
La température maximale relevée sur cette station est de 40,6 °C, atteinte le 24 juillet 2019 ; la température minimale est de −17,3 °C, atteinte le 7 février 2012,,. 
Les paramètres climatiques de la commune ont été estimés pour le milieu du siècle (2041-2070) selon différents scénarios d'émission de gaz à effet de serre à partir des nouvelles projections climatiques de référence DRIAS-2020. Ils sont consultables sur un site dédié publié par Météo-France en novembre 2022.

## Urbanisme

### Typologie
Au 1er janvier 2024, Seuzey est catégorisée commune rurale à habitat dispersé, selon la nouvelle grille communale de densité à sept niveaux définie par l'Insee en 2022.
Elle est située hors unité urbaine. Par ailleurs la commune fait partie de l'aire d'attraction de Saint-Mihiel, dont elle est une commune de la couronne,. Cette aire, qui regroupe 17 communes, est catégorisée dans les aires de moins de 50 000 habitants,.

### Occupation des sols
L'occupation des sols de la commune, telle qu'elle ressort de la base de données européenne d’occupation biophysique des sols Corine Land Cover (CLC), est marquée par l'importance des territoires agricoles (52,9 % en 2018), une proportion sensiblement équivalente à celle de 1990 (52,3 %). La répartition détaillée en 2018 est la suivante : 
forêts (47,1 %), terres arables (45,4 %), zones agricoles hétérogènes (5,9 %), prairies (1,6 %). L'évolution de l’occupation des sols de la commune et de ses infrastructures peut être observée sur les différentes représentations cartographiques du territoire : la carte de Cassini (XVIIIe siècle), la carte d'état-major (1820-1866) et les cartes ou photos aériennes de l'IGN pour la période actuelle (1950 à aujourd'hui).

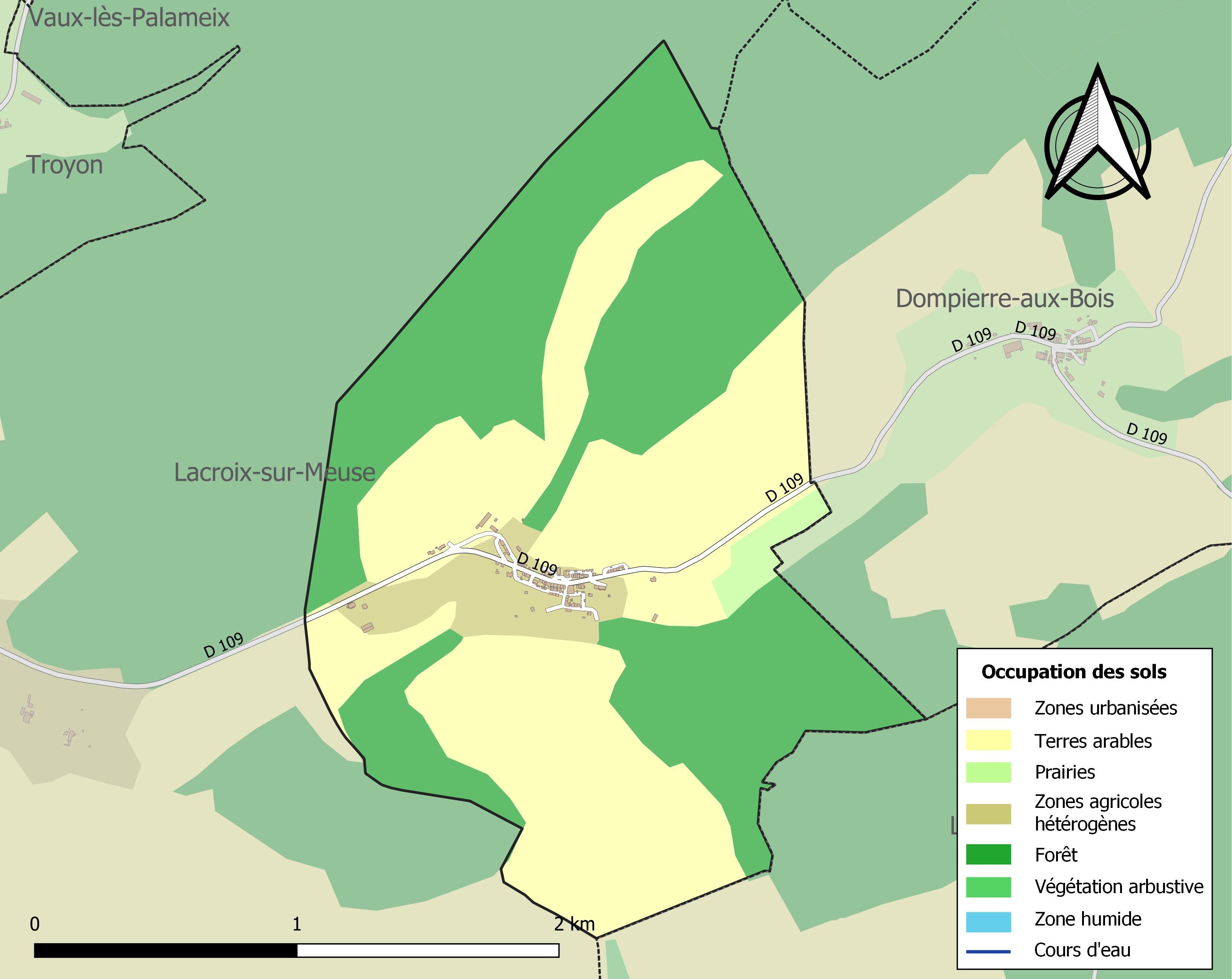
Carte des infrastructures et de l'occupation des sols de la commune en 2018 (CLC).

## Toponymie
Malgré les attestations, à la suite d'une mauvaise latinisation, qui donnent un suffixe -iacum. On voit salix « saule » probablement en composition avec le suffixe collectif -etum pour nommer une saulaie,, « lieux couverts de saules ».

## Histoire
Une ancienne commune de la Meuse, la commune de Seuzey-Vaux a existé de 1976 à 1983.  Elle a été créée en 1976 par la fusion des communes de Seuzey et de Vaux-lès-Palameix. En 1983 elle a été supprimée et les deux communes constituantes ont été rétablies.

## Politique et administration
| Période                                  | Période                   | Identité                                       | Étiquette | Qualité            |
| ---------------------------------------- | ------------------------- | ---------------------------------------------- | --------- | ------------------ |
| Les données manquantes sont à compléter. |                           |                                                |           |                    |
| mars 2001                                | En cours (au 23 mai 2020) | Michel Decheppe Réélu pour le mandat 2020-2026 |           | Ancien agriculteur |

## Population et société

### Démographie
L'évolution du nombre d'habitants est connue à travers les recensements de la population effectués dans la commune depuis 1793. Pour les communes de moins de 10 000 habitants, une enquête de recensement portant sur toute la population est réalisée tous les cinq ans, les populations de référence des années intermédiaires étant quant à elles estimées par interpolation ou extrapolation. Pour la commune, le premier recensement exhaustif entrant dans le cadre du nouveau dispositif a été réalisé en 2005.

En 2022, la commune comptait 85 habitants, en évolution de −20,56 % par rapport à 2016 (Meuse : −4,4 %, France hors Mayotte : +2,11 %).
| 1793 | 1800 | 1806 | 1821 | 1831 | 1836 | 1841 | 1846 | 1851 |
| ---- | ---- | ---- | ---- | ---- | ---- | ---- | ---- | ---- |
| 232  | 283  | 299  | 304  | 411  | 411  | 420  | 436  | 444  |

| 1856 | 1861 | 1866 | 1872 | 1876 | 1881 | 1886 | 1891 | 1896 |
| ---- | ---- | ---- | ---- | ---- | ---- | ---- | ---- | ---- |
| 391  | 454  | 457  | 419  | 412  | 373  | 364  | 372  | 342  |

| 1901 | 1906 | 1911 | 1921 | 1926 | 1931 | 1936 | 1946 | 1954 |
| ---- | ---- | ---- | ---- | ---- | ---- | ---- | ---- | ---- |
| 325  | 336  | 296  | 59   | 191  | 161  | 139  | 141  | 146  |

| 1962 | 1968 | 1975 | 1982 | 1990 | 1999 | 2005 | 2006 | 2010 |
| ---- | ---- | ---- | ---- | ---- | ---- | ---- | ---- | ---- |
| 140  | 121  | 98   | 135  | 81   | 87   | 97   | 96   | 88   |

| 2015 | 2020 | 2022 | - | - | - | - | - | - |
| ---- | ---- | ---- | - | - | - | - | - | - |
| 106  | 88   | 85   | - | - | - | - | - | - |

## Culture locale et patrimoine

### Lieux et monuments
L'église Saint-Marcel de Seuzey de 1750 est dévastée par les bombardements de la Première Guerre mondiale. Un nouvel édifice de type grange sans piliers est donc édifié en remplacement. Le chœur est doté d'une peinture de Duilio Donzelli mettant en scène des saints et plus particulièrement le saint Dédicataire. Les vitraux réalisés par maître verrier Janin de Nancy, datent de 1935. Le maître-autel est sculpté d'un christ en croix. La table, comme le tabernacle qu’elle supporte est rehaussée par des incrustations de type mosaïque avec des nuances de teintes dorées qui diffusent la lumière.
L'église Saint-Marcel de Seuzey abrite un orgue monté en tribune, sous le clocher, il a été posé en 1938 et son buffet en chêne semble dater du XIXe siècle. Les peintures intérieures de la nef, du bas et des portes d'entrée sont d'origine et défraîchie. Par ailleurs, la fresque de Duilio Donzelli présente des risques de dégradation qui pourront faire l'objet d'un projet de restauration proche.

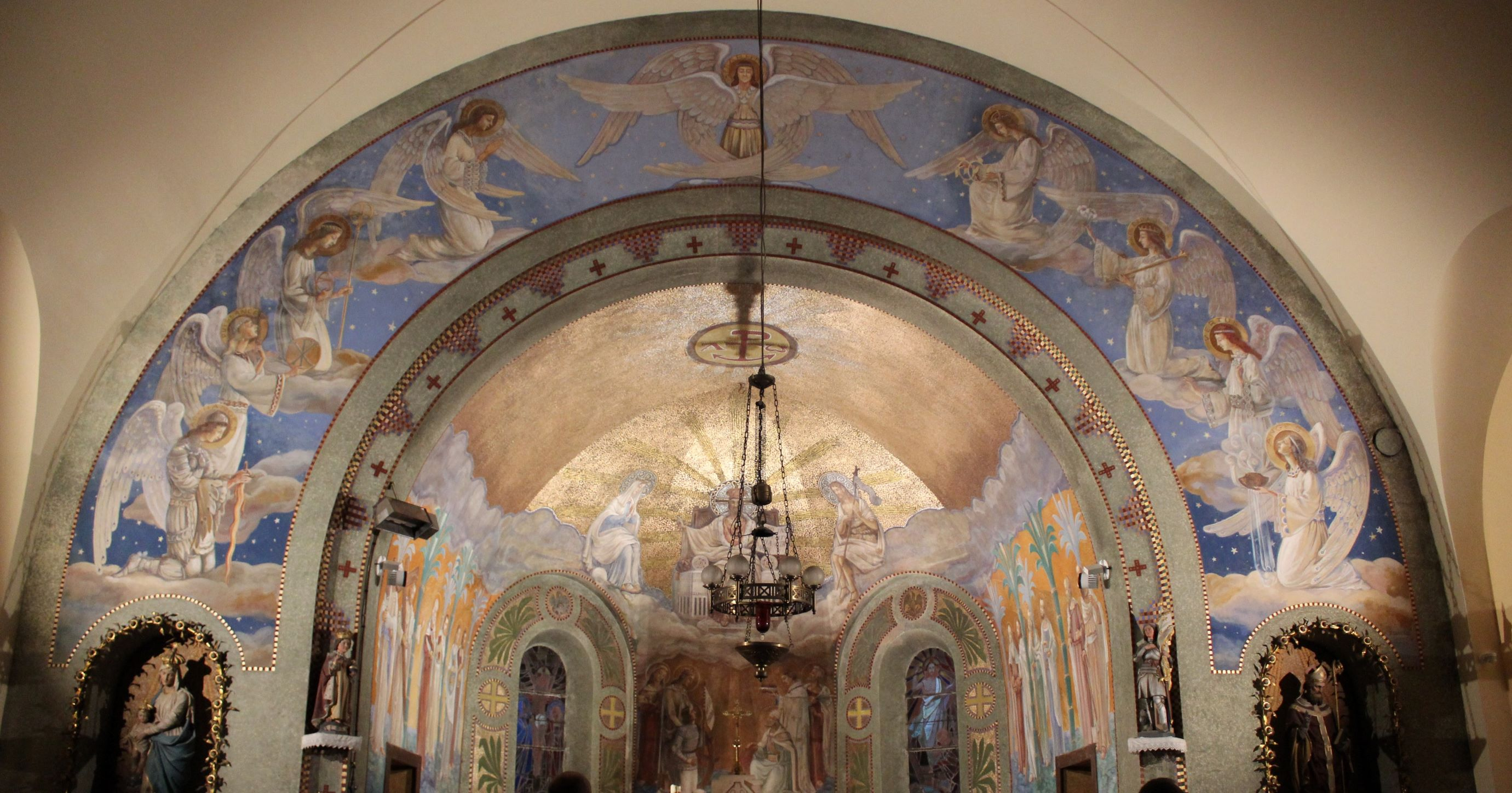
Hiérarchie céleste sur l'arc-triomphal peinte par Duilio Donzelli.

### Héraldique
| Blason de Seuzey | Blason  | Parti, au 1 de gueules au buste de Saint Marcel d'or, coiffé d'une tiare ancienne d'argent barbé et chevelé du même ; au 2, d'argent au rameau de bugrane épineuse de sinople fleuri de pourpre ; au chef de sable à la croix d'or. |
| Blason de Seuzey | Détails | Blason composé par R.A. Louis et D. Lacorde, adopté le 9 février 2017. |